# Shinji Aramaki
Shinji Aramaki (荒牧 伸志, Aramaki Shinji), né le 2 octobre 1960 à Fukuoka, est un réalisateur japonais.

## Filmographie
- 1983-1984 : Mospeada (série télévisée) - Mecha-designer
- 1985-1989 : Megazone 23 (OAV) - Mecha-designer (I,II,III,Final), coréalisateur (III), idée originale (III)
- 1988 : Metal Skin Panic MADOX-01 (OAV) - Réalisateur, idée originale
- 1987-1991 : Bubblegum crisis (OAV) - Mecha-designer (1,2,3), Superviseur (ep 4,5), scénariste (ep 1)
- 1991 : Bubblegum Crash (OAV) - Cosuperviseur (avec Noboru Ishiguro)
- 1992-1993 : Genesis Survivor Gaiarth (OAV) - Cosuperviseur (avec Hiroyuki Kitazume (en))
- 1992-1994 : Ai no Kusabi (OAV) - Mecha-designer
- 1998 : Gasaraki (série télévisée) - Mecha-designer, storyboard (ep 25)
- 2001 : s-CRY-ed (série télévisée) - Design
- 2001-2002 : Digimon Tamers (série télévisée) - Design CG
- 2001-2003 : Crush Gear Turbo (ja) (série télévisée) - Mecha-designer
- 2002 : Witch Hunter Robin (série télévisée) - Design
- 2003 : Wolf's Rain (série télévisée) - Mecha-design
- 2003-2004 : Astro Boy 2003 (série télévisée) - Mecha-design
- 2003-2004 : Fullmetal Alchemist (série télévisée) - Design
- 2004 : Naruto et la Princesse des neiges (film) - Mecha-designer
- 2004 : Mobile Suit Gundam MS IGLOO (OAV) - Mecha-designer
- 2005-2006 : Chocola et Vanilla (série télévisée) - Design
- 2005 : Fullmetal Alchemist: Conqueror of Shamballa (film) - Design
- 2005 : Appleseed (film CG) - Réalisateur
- 2006 : Project Blue Earth SOS (OAV) - Mecha-designer
- 2007 : Reideen (série télévisée) - Mecha-designer
- 2007 : Appleseed Ex Machina (film CG) - Réalisateur
- 2007 : Kishin Taisen Gigantic Formula (série télévisée) - Design
- 2008-2009 : Soul Eater (série télévisée) - Design
- 2009 : Viper's Creed (en) (série télévisée) - Superviseur, idée originale, mecha-design, storyboard (ep 5)
- 2009-2010 : Fullmetal Alchemist: Brotherhood (série télévisée) - Design
- 2010 : Halo Legends (OAV) - Réalisateur
- 2012 : Starship Troopers : Invasion (film CG) -  Réalisateur
- 2013 : Albator, Corsaire de l'Espace (宇宙海賊キャプテンハーロック) (film d'anime) -  Réalisateur
- 2014 : Appleseed Alpha - Réalisateur
- 2017 : Starship Troopers: Traitor of Mars (film CG) -  Co-réalisateur
- 2021 : Blade Runner: Black Lotus (série télévisée) - Co-réalisateur